# Dècada del 530

## Esdeveniments
- Construcció de Santa Sofia (Istanbul)
- Expansió dels francs
- L'Imperi Romà d'Orient declara la guerra als ostrogots i firma la pau amb els perses
- Canvis en el clima provoquen grans erupcions volcàniques
- Promulgació del Codi Justinià

## Personatges destacats
- Benet de Núrsia
- Gelimer
- Justinià I